# Carpina
Carpina è un comune del Brasile nello Stato del Pernambuco, parte della mesoregione della Zona da Mata Pernambucana e della microregione della Mata Setentrional Pernambucana.
Il comune è amministrativamente diviso in tre giurisdizioni: Carpina (capoluogo), Caramuru e Caraúba Torta.